# Silja Lehtinen
Silja Lehtinen (ur. 5 listopada 1985 w Helsinkach) – fińska żeglarka sportowa, brązowa medalistka olimpijska.
Zawody w 2012 były jej drugimi igrzyskami olimpijskimi. Po medal sięgnęła w rywalizacji w klasie Elliott 6m. Jej partnerkami były Silja Kanerva i Mikaela Wulff. W pierwszym starcie olimpijskim, w Pekinie w klasie Yngling, zajęła 11. miejsce.